# Archocelis macrorhabditis
Archocelis macrorhabditis är en plattmaskart som beskrevs av Jürgen Dörjes 1968. Archocelis macrorhabditis ingår i släktet Archocelis och familjen Otocelididae. Inga underarter finns listade i Catalogue of Life.